# Getulos

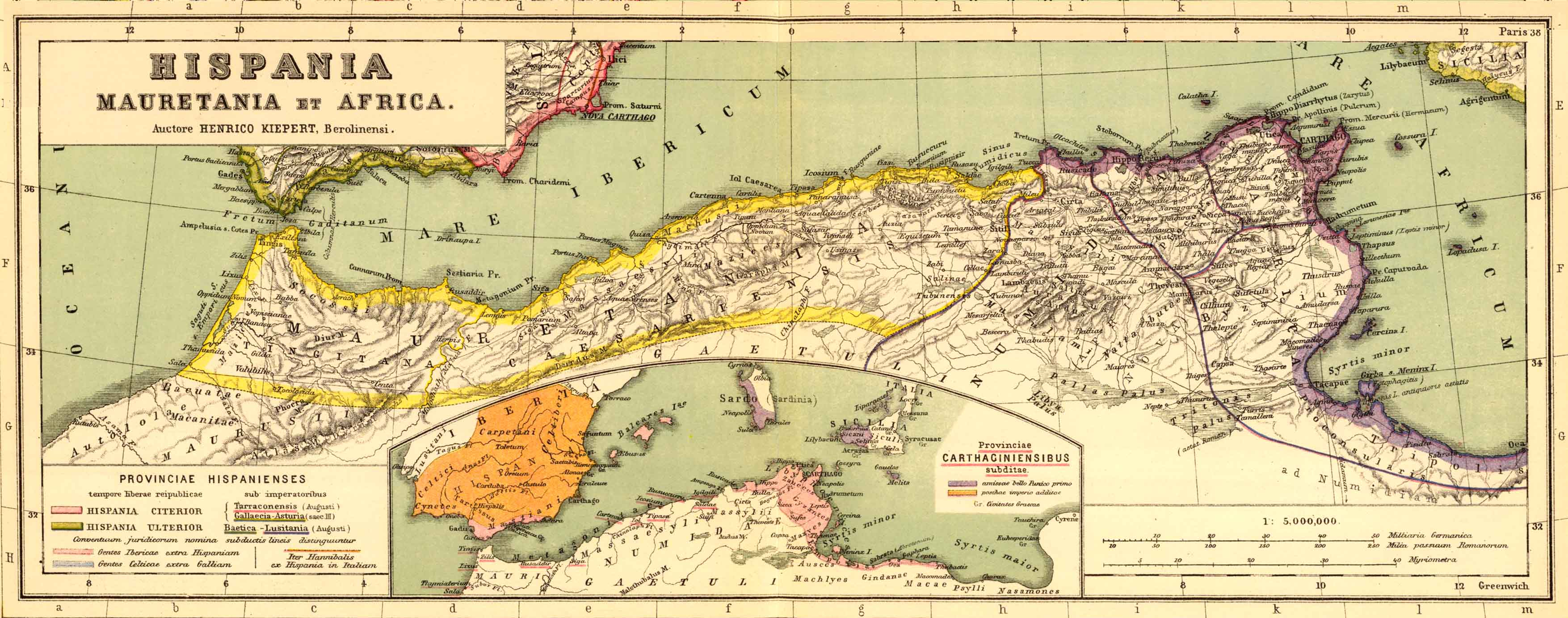
Mapa aproximado de las regiones controladas o frecuentadas por los getulos en época romana.

Los getulos o gétulos (en latín: Gaetūli) fueron un amplio conjunto de tribus bereberes que los autores grecolatinos sitúan en la franja pre-sahariana del Magreb —entre las estribaciones meridionales del Atlas y las primeras grandes oasis del Sáhara—, desde el macizo de los Aurès hasta el océano Atlántico. Estrabón los describe como «el pueblo más numeroso de los libios» y menciona su célebre cría caballar, cifrando en 100 000 los potros nacidos cada año.

## Etnónimo y fuentes antiguas
- Gaetūli/Γαιτοῦλοι aparece ya en Sallustio (Bellum Iugurthinum, 18–19) como una de las dos etnias «autóctonas» del noroeste africano, junto con los libios.[4]
- Plinio el Viejo distingue varias sub-tribus, entre ellas los Autololes y los Darae, y señala la mezcla con pueblos negros del sur, origen de los llamados melanogaetuli (getulos negros).[5]
- En latín tardío se documentan formas como Gaetulicus (‘procedente de Getulia’), sobrenombre ganado por C. Cornelio Léntulo tras reprimir la revuelta del 6 d. C.

## Territorio
La Getulia clásica abarcaba la «frontera ecológica» entre la estepa alta del Atlas y el desierto, incluyendo valles hoy marroquíes como el Uadi Drâa y cuencas argelinas como el Uadi Saoura. Al este limitaban con los Garamantes, al norte con los Mauri costeros, y al sur con pueblos negros (Nigritae).

## Organización social
Los autores coinciden en caracterizarlos como seminómadas: parte de la población vivía en tiendas o cuevas (mapalia), parte en pequeños oppida —documentados por la arqueología en cerros fortificados del Drâa—, sin una autoridad supratribal estable.

## Economía
- Ganadería y caballos. Estrabón elogia sus yeguadas; las imágenes rupestres de caballos con jinete en el pre-Sáhara occidental corroboran la importancia simbólica y económica del equino.[9]
- Tinte púrpura. Obtener púrpura a partir del murex atlántico fue, según Plinio, la única manufactura genuinamente asociada a los getulos.[10]
- Recolección y comercio. Ateneo menciona espárragos «de doce pies» procedentes de Getulia; otros productos codiciados eran pieles, leones y dátiles.

## Historia
| Periodo           | Hechos principales |
| ----------------- | --- |
| Hasta s. II a. C. | Migraciones internas; presión de colonos fenicios y númidas sobre el litoral. |
| 112–105 a. C.     | Guerra de Yugurta. Cohortes getulas combaten como caballería de Jugurta; algunos clanes quedan sujetos a reyes númidas. |
| c. 87–46 a. C.    | Alianza con Cayo Mario y posterior deserción masiva a Julio César durante la campaña africana (Bellum Africum). Territorios repartidos como lotes de veteranía.                                                                  |
| 3–6 d. C.         | Guerra getula. Revuelta de varias tribus contra la tutela de Juba II; el legado Coso Cornelio Léntulo las derrota y recibe el cognomen Gaetulicus.                                                                               |
| s. II–V d. C.     | Progresiva integración en las estructuras provinciales romanas (limes sahariano, mercados de Tingitana). Epigrafía latina testimonia cofradías de Gaetuli liberi y la presencia de destacamentos auxiliares getulos en Hispania. |
| Antigüedad tardía | Identificación parcial con los Tuareg y con los Libyco-Mauri de las fuentes bizantinas. |

## Religión y mitología
Las genealogías mitológicas los hacían descendientes de Iarbas, hijo del dios Júpiter Amón y pretendiente de Dido en la Eneida. La teoforía epigráfica revela cultos locales sincretizados con dioses romanos y fenicios (Ammon, Gurzil, Saturno Africano).

## Arqueología y legado
- Las prospecciones del «Middle Draa Project» (2015–2024) han documentado oppida, sistemas de terrazas y repertorios cerámicos que indican procesos de sedentarización temprana.[14]
- La actual autodenominación amazigh («hombres libres») se ha interpretado como reminiscencia etnolingüística de los antiguos getulos.[7]